# Бутьки (Пружанский район)
Бутьки (бел. Буцькі́) — деревня в Пружанском районе Брестской области. Входит в состав Ружанского сельсовета.

## Ранее
До 2009 года деревня Бутьки входила в состав Ворониловичского сельсовета. Решением Брестского областного совета депутатов № 242. 1 декабря 2009 года сельсовет упразднён, населенные пункты включены в состав Ружанского поселкового совета.

## История названия
Название связано с распространенной фамилией Бутько. По соседству с Бутьками, между Ружанами и Коссово, — концентрация балтских топонимов Йодчики, Товцвилы, Милейки, Даргужи, Юндиловичи, поэтому в названии Бутьков видят также связь с балтскими антропонимами типа Butkus. В Литве двуслоговых фамилий (от древних имен), в состав которых входит корень but-, насчитывается более ста. [значимость факта?]. У древних пруссов в XIII-XIV вв. были известны такие однослоговые имена, как Bute, Buteko, Butko, Butele, Butil, которые связывают с прусск. butun, лит. būti «быть».[значимость факта?]
На самом деле корень фамилий Бутько, Бутко, Бут, Бута, Бутарь, Бутенко и др. связан с такими апеллятивами как укр. бута, пол. buta "гордость, заносчивость", слвн. bъta "человек с большой головой", укр. бут "молодой зеленый лук", болг. бут "бедро", укр. диал. бутити "резвиться", бутіти "реветь", рус. диал. бутить "бить, стучать", "заваливать яму, засыпать ров", болг. бутам, схв. бутати "толкать" и т. п.

## Туристическая информация
В 600 метров на юго-запад от деревни находится погребальный памятник дреговичей — курганный могильник, датируемый XI веком. Это четыре насыпи диаметром 5,6-8,5 метров и высотой 0,5-0,8 метра, известные под названием «Французские могилы». Обнаружены также четыре более ранние захоронения в ямах (относящихся к грунтового могильника).
Во время раскопок одного из курганов в 1986 году был найден древнее каменное изваяние культового назначения. В 2000 году идол перевезён в Пружаны и установлен рядом со зданием музея «Пружанскі палацык». В 2020 году у идола зажигали огонь обрядового назначения.